# The Lady in the Van
Pour plus de détails, voir Fiche technique et Distribution.
The Lady in the Van (La dame à la camionnette pour la version française) est une comédie dramatique britannique coproduit et réalisé par Nicholas Hytner, sorti en 2015. Il s'agit de l'adaptation du roman éponyme d'Alan Bennett, qui a écrit le scénario du film, d'après l'histoire vraie d'une femme âgée Mary Shepherd qui a vécu près de quinze ans dans une camionnette délabrée dans l'allée de l'écrivain à Londres.
Il est présenté dans la catégorie « Special Presentations » et projeté en avant-première mondiale au Festival international du film de Toronto en septembre 2015.

## Synopsis
Dans les années 1960, sur une route de campagne, miss Shepherd est victime au volant de son van d'un accident qui cause la mort d'un motocycliste. Pensant être à l'origine de cet accident et prise de panique, elle quitte alors les lieux et se rend ainsi coupable de délit de fuite, alors qu'elle n'y est pour rien. Le film commence au moment de l'accident et dans les minutes qui suivent, durant lesquelles on la voit poursuivie par une voiture de police, puis l'action reprend dans les années 1970 à Londres, dans le quartier de Camden, où on la retrouve habitant dans son van.
Dans le même temps, Alan Bennett emménage dans le quartier et le film retrace la relation qui s'installe entre les deux personnes. Miss Shepherd finira par installer son van dans l'allée d'Alan Bennet sans que le véhicule ne bouge jusqu'à la mort de la vieille dame.

## Fiche technique
- Titre original : The Lady in the Van
- Réalisation : Nicholas Hytner
- Scénario : Alan Bennett, d'après son roman éponyme
- Direction artistique : John Beard
- Décors : Tim Blake
- Costumes : Natalie Ward
- Photographie : Andrew Dunn
- Montage : Tariq Anwar
- Musique : George Fenton
- Production : Nicholas Hytner, Damian Jones et Kevin Loader
- Sociétés de production : BBC Films ; TriStar Productions
- Sociétés de distribution : Sony Pictures Classics et TriStar Pictures
- Pays de production :  Royaume-Uni
- Langue originale : anglais
- Genre : Comédie dramatique
- Durée : 104 minutes
- Dates de sortie :
  - Canada : 12 septembre 2015 (Festival international du film de Toronto)
  - Royaume-Uni : 13 novembre 2015
  - France : 16 mars 2016

## Distribution
- Maggie Smith (VF : Mireille Delcroix) : Miss Mary Shepherd / Margaret Fairchild
- Alex Jennings (VF : Christian Gonon) : Alan Bennett
- Roger Allam : Rufus
- Deborah Findlay : Pauline
- Jim Broadbent : Underwood
- Cecilia Noble : Miss Briscoe
- Gwen Taylor : Mam
- Frances de la Tour (VF : Marie-Martine) : Ursula Vaughan Williams
- Nicholas Burns : Giles Perry
- Pandora Colin : Mrs Perry
- Claire Foy (VF : Caroline Espargilière) : Lois
- Jamie Parker : Agent
- Eleanor Matsuura (VF : Claire Beaudoin) : l'intervieweuse

Source VF sur RS Doublage

## Production
Le film est adapté d'une pièce de théâtre d'Alan Bennett jouée pour la première fois en 1999 et elle-même inspirée de faits réels de la vie de l'auteur. Celui-ci a en effet accueilli dans l'allée de sa maison de Camden le van de la vraie miss Shepherd, de 1974 jusqu'à sa mort en 1989. Le film reste assez proche de la réalité, le seul élément majeur de fiction apporté étant la présence du policier retraité soutirant chaque mois de l'argent à miss Shepherd contre la promesse de ne pas la mener à la police.

## Distinctions

### Récompenses
- Evening Standard British Film Awards 2015 : Meilleure actrice pour Maggie Smith

### Nominations
- Golden Globes 2016 : meilleure actrice dans un film musical ou une comédie pour Maggie Smith
- British Academy Film Awards 2015 : Meilleure actrice pour Maggie Smith